# Smeermiddel

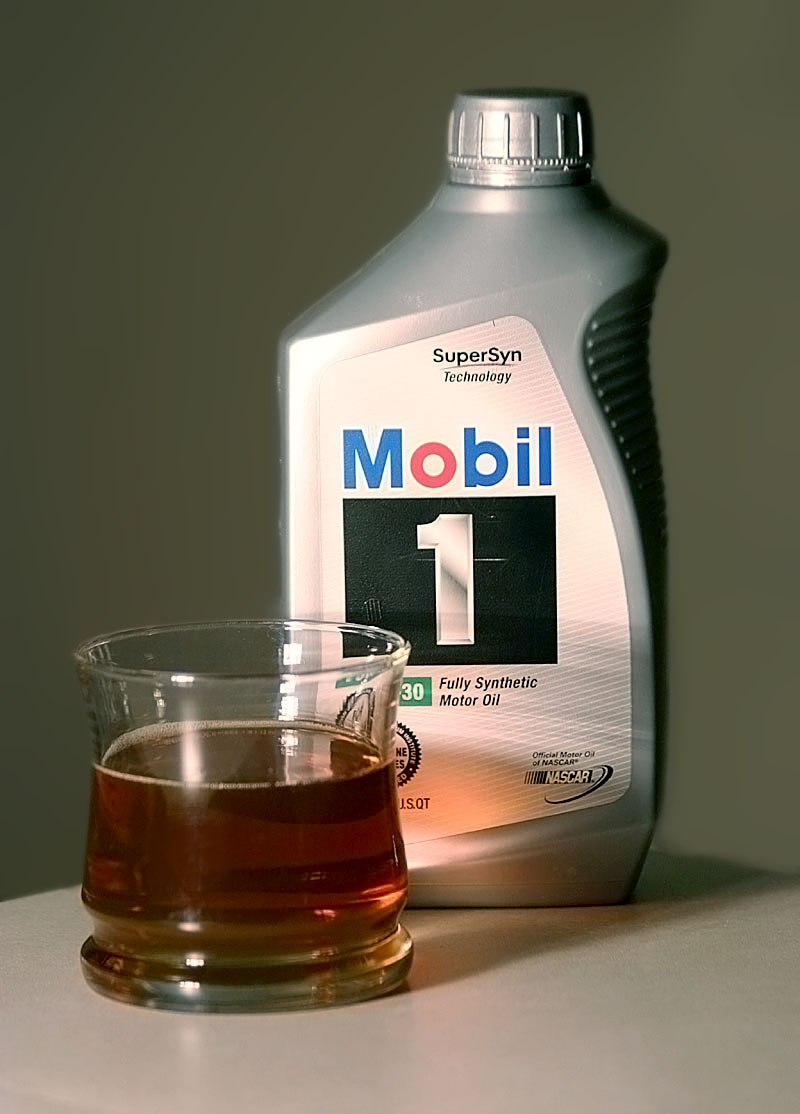
Motorolie

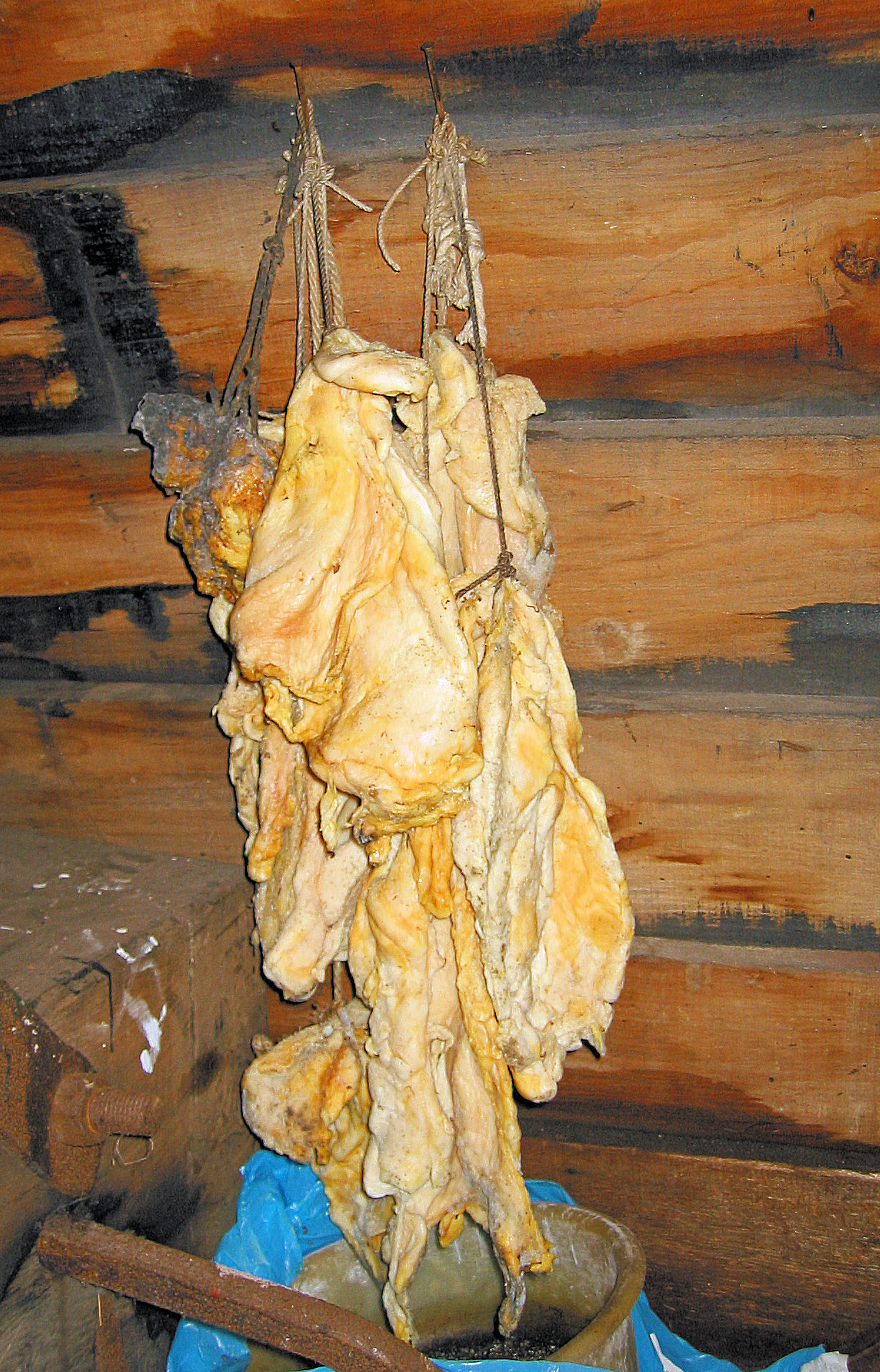
Reuzelvellen

Een smeermiddel is een stof die gebruikt wordt voor smering om het langs elkaar glijden van twee oppervlakken, bijvoorbeeld in een motor, te vergemakkelijken.
Er bestaan zowel vaste als vloeibare smeermiddelen. Voorbeelden van vaste smeermiddelen zijn grafiet, hexagonaal boornitride, teflon en molybdeensulfide. Al deze stoffen bezitten een plaatstructuur, dat wil zeggen een structuur opgebouwd uit min of meer stijve lagen die gemakkelijk langs elkaar kunnen glijden. 
Voor vloeibare smeermiddelen worden verschillende oliën of daarvan afgeleide producten gebruikt, maar ook water is een smeermiddel. Daarom mogen waterpompen nooit lang drooglopen. 
Veel smeermiddelen op basis van olie zijn afgeleide producten van aardolie en niet of slecht biologisch afbreekbaar. Er zijn hoogwaardige smeermiddelen verkrijgbaar op basis van plantaardige en dierlijke oliën en vetten. Deze bio-smeermiddelen zijn biologisch goed afbreekbaar en niet toxisch en zijn daarmee minder slecht voor het milieu. Ze worden daarom toegepast in de bosbouw, de landbouw en de pleziervaart. Maar ook voor automotoren en vliegtuigmotoren zijn er bio-smeermiddelen beschikbaar.
Voor onder andere het smeren van de bovenas in een klassieke windmolen wordt reuzel gebruikt, omdat dit vet als eigenschap heeft dat het het hout niet week maakt.